# Sumidouro Állami Park
Sumidouro Állami Park (portugálul: Parque Estadual do Sumidouro) szövetségi állami szintű, a természet értékeinek megóvására kijelölt terület Brazília Minas Gerais államában. Ezen a helyszínen lelték fel – mára kihalt nagy testű állatok fosszíliái mellett – Brazília első őskori lakóinak maradványait a 19. század elején. A park fő látnivalója a Gruta da Lapinha nagy mészkőbarlang.

## Elhelyezkedése
A Sumidouro Állami Park Minas Gerais szövetségi államban, Lagoa Santa (56%) és Pedro Leopoldo (44%) önkormányzatainak területén fekszik, Belo Horizontétől 50 kilométerre északra. A szövetségi szintű Carste de Lagoa Santa Természetvédelmi Területen belül helyezkedik el. Területe 2004 hektár. A park víznyelő taváról (sumidouro 'víznyelő') kapta nevét. A tóból a víz a mészkőalapban kialakult földalatti járatok rendszerén keresztül ürül.

## Története

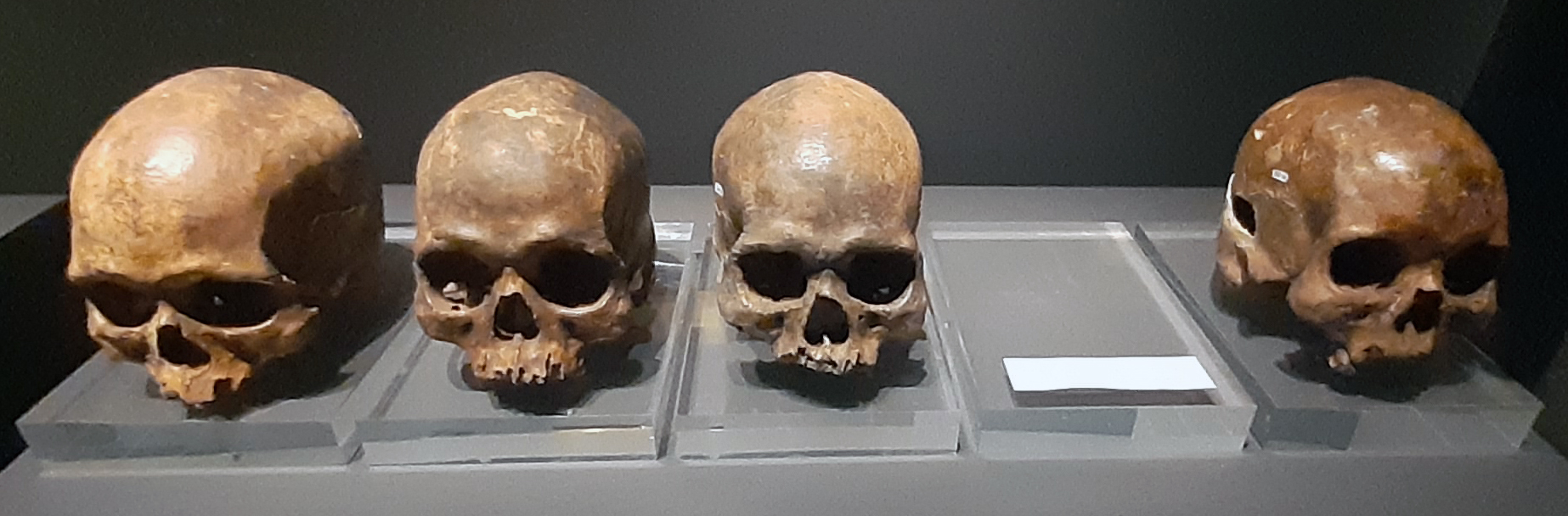
Peter Wilhelm Lund által begyűjtött Lagoa Santa-i koponyák

A dán természettudós, Peter Wilhelm Lund a 19. század első felében tudományos kutatómunkát folytatott a mai park területén.
Mára kihalt nagy méretű állatok mellett megtalálta Brazília első őslakóinak, a Lagoa Santa-i embernek a maradványait is.
Az ősember és az egyes kihalt állatok múltbéli együttéléséről Charles Darwin is ír A fajok eredetében.
„Luzia” csontjait, melyeket az 1970-es években találtak meg Lagoa Santában, 11 500 évvel ezelőttre datálták, megváltoztatva az embernek a kontinensen való első megjelenésének idejéről vallott nézeteket.
Barlangokon kívül élt kőkorszaki ősemberek itteni nyomai lehetnek az életüket a szabad téren folytató paleoindiánok legkorábbi lelete.
A Sumidouro Állami Parkot Francelino Pereira kormányzó alapította 1980. január 3-án, a 20.375-ös számú rendelettel.
Eredeti neve a Sumidouro Völgy Ökológiai Parkja (portugálul: Parque Ecológico do Vale do Sumidouro) volt.
2006-ig kevés intézkedés történt a park fejlesztésére, ekkor azonban új környezetvédelmi kompenzációs forrás keletkezett a Belo Horizontét a közeli Confinsban elhelyezkedő nemzetközi repülőterével, a Tancredo Nevesszel összekötő, az ún. Linha Verde ('zöld vonal') projekt keretében megépített új főútvonalnak köszönhetően. 
2007 októberében azt jelentették, hogy a Sumidouro Állami Park az implementáció végső szakaszában volt, és 2007. augusztus óta ideiglenes székhelye a Casa Fernão Diasban volt.
A Minas Gerais-i állami erdészeti igazgatóság (IEF) 350 hektár megszerzését irányozta elő 2007 végéig, s célja volt, hogy 2008 végéig befejezze egy látogatóközpont, az parkigazgató házának és az igazgatóság épületének felépítését.
Az erdészeti igazgatóság felmérte a park területén fekvő magántulajdonú ingatlanokat is, hogy tulajdonosaik felé a kisajátítás ellentételezére a pénzügyi számításokat elvégezhesse.
A tanácskozó testület első ülésére 2007 októberében, a Gruta da Lapinha barlangban tartott alapító ünnepséget követően került sor, melyen részt vettek a helyi közösség tanácsnokai és képviselői is.
A 2008. november 3-i 44.935-ös számú rendelet kibővítette a park területét., a 2011. december 29-i 19.998-as törvény lefektette a határait.
A park teljes védelmet élvező természetvédelmi terület, melynek célja a környezet és a kulturális örökség védelme, a tudományos kutatás, a természetvédelem, a környezettudatosságra nevelés és a turizmus támogatása mellett.
Egy 2013-as tanulmány szerint a helyi lakosság elégedetlen volt a park irányításával.
Elmondásuk szerint őket nem kérdezték meg a park létrehozása során, nem látták a sok korlátozó szabály értelmét, és úgy vélték, ha több tájékoztatást kaptak volna, maguk is részt vehettek volna a természeti örökség fenntartásában úgy, hogy annak szépsége a múltbanihoz hasonlóan élvezhető maradjon.

## Környezet

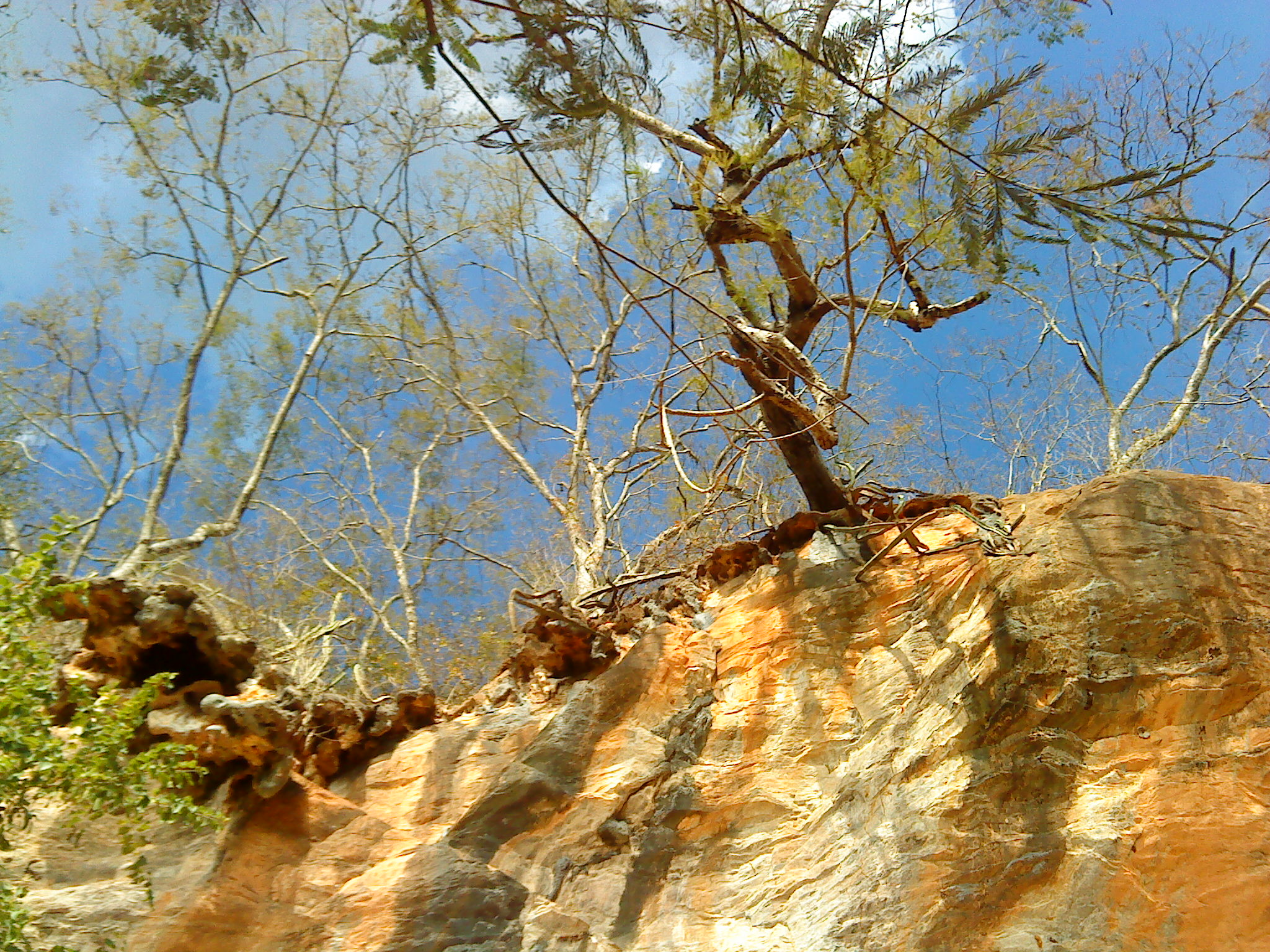
Kősziklán megtelepedett fa a parkban

A park karbonátos kőzetformációk területén fekszik, gazdag forrásokban, víznyelőkben és cseppkőbarlangokban.
Trópusi nedves éghajlata van, árvizektől sem mentes esős nyarakkal és száraz telekkel.
Flórája a cerrado (brazíliai trópusi szavanna) és az atlanti-parti esőerdő biomjaiból kerül ki, a park a kettő átmeneti zónájában fekszik; galériaerdők, szavanna, köves rétek, valamint száraz erdők is jellemzik.
Növényvilágába tartozik az ipê-amarelo, az ipê-roxo, a moreira, az aroeirinha, a jatobá-do-campo, a gabiroba, a manjoba, a mutamba és a faveiro.
A tótól északkeletre és keletre fekvő cerradót 5–8 méter magas fák uralják, közéjük tartozik a pequi, a pau-terra, a cagaita, a tingui és a sucupira.
A mészköves területeken 20 méterig is megnövő lombhullató fák az uralkodók, ilyenek az aroeira, a gameleira, az angico, a cedro, a catiguá, az embiruçu, a paineira és a maria-pobre.
A caatingára (száraz bozótos brazíliai ökorégió) jellemző fajokkal is lehet találkozni, mint amilyen a cactos mandacaru, a figo-da-barbária vagy a pimentinha-do-mato. 
A Gruta da Lapinha barlang környékén az uralkodó fafajok féllombhullatóak: a száraz évszakban leveleiknek kb. felét hullatják el, s 15-20 méter magasra nőnek. Közéjük tartozik az angico-vermelho, az angico-branco, a jequitibá-branco és a paineira.
Az eredeti erdőség az emberi tevékenység következtében sokat romlott, ami a talaj elterméketlenedéséhez és a cerrado fajainak benyomulásához vezetett. 
A park üzemeltetési terve egyes ilyen területek helyreállítását is tartalmazza.
Erszényesekből és rágcsálókból 13 faj, denevérekből szintén 13 faj található a parkban. A denevérpopuláció a sok barlangnak köszönhetően magas.
Az állatvilágot képviseli a jaguár (Panthera onca), a puma (Puma concolor),  a Guazauvirá-szarvas (Mazama gouazoubira), a taira (Eira barbara), különböző koatik, a rákászróka (Cerdocyon thous), a feketepamacsos selyemmajom (Callithrix penicillata), a szürke szemfoltosoposszum (Philander opossum), egyéb oposszumok, a brazil erdeimókus (Sciurus aestuans), a Nectomys squamipes (a hörcsögfélék családjába tartozó rágcsáló), a vízidisznó vagy más néven kapibara (Hydrochoerus hydrochaeris), különféle pakák és agutik, az alföldi tengerimalac (Cavia aperea) és az erdei vattafarkúnyúl vagy tapeti (Sylvilagus brasiliensis).
Itt élő kétéltűek a pererequinha-de-banheiro, a rãzinha, a rã-cachorro, a rã-manteiga, a rã-assobiadeira, a sapo-cururu, a sapo-cururuzinho és a sapo-bororó.
132 különböző fajú madárt figyeltek meg a parkban, köztük a gyűrűscsőrű vöcsköt (Podilymbus podiceps), a brazil kárókatonát (Phalacrocorax brasilianus), a  hókócsagot (Egretta thula), a piroscsőrű fütyülőludat (Dendrocygna autumnalis), a pampabíbicet (Vanellus chilensis), a fütyülő gémet (Syrigma sibilatrix), a mexikói gólyatöcst (Himantopus mexicanus) és a halászsast (Pandion haliaetus).

## Létesítmények

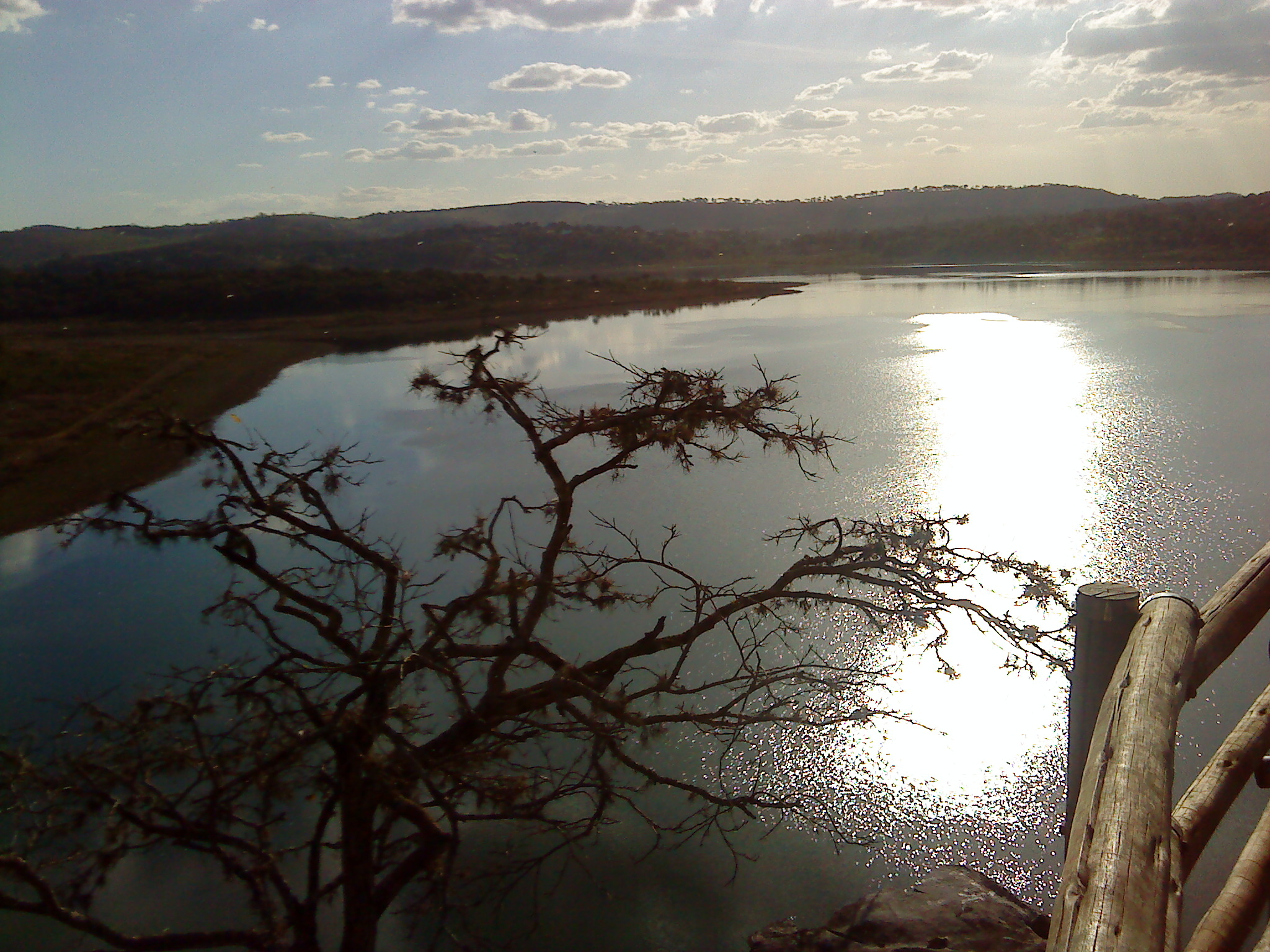
Sumidouro-tó

A park két látogatóközponttal rendelkezik, az egyik a Peter Lund Múzeum és a Gruta de Lapinha barlang, a másik a Casa Fernão Dias.
Kutatóközpont, s az azt kiszolgáló kutatói szálláshelyek is vannak.
A múzeum, a tanösvények és a barlang belépti díjasak, utóbbi csak vezetővel látogatható; július és augusztus a legforgalmasabb hónapok.
Az első látogatóközpontban van büfé, valamint mellékhelyiségek is. Lagoa Santa községben további éttermek, üzletek és szállodák állnak a látogató rendelkezésére.
Minden látogatás előfoglalandó, s csak vezetővel történhet.
550–750 m magas sziklafalak vannak a Peter Lund Múzeum közelében, melyek saját felszereléssel rendelkező, tapasztalt hegymászók számára mászhatóak.

### Tárlatok
A Peter Lund Múzeumot 2012. szeptember 21-én adták át.
A dán természetrajzi múzeum által kölcsönadott 80 fosszília van kiállítva; a tárlat más része a Lagoa Santa karsztjának történelmi és kulturális jelentőségét hivatott bemutatni.
A múzeum része továbbá egy többfunkciós terem, valamint további két terem, melyek a parkot és a barlang védelmére alkotott terveket mutatja be.
A Casa Fernão Dias (Fernão Dias-ház) a park tulajdonképpeni területén kívül helyezkedik el, Pedro Leopoldo önkormányzat Quinta do Sumidouro körzetében; a történelmi és művészi örökség Minas Gerais-i állami intézete (IEPHA) kulturális örökségi emlékműként tartja számon.
A kiállítás Fernão Dias bandeirante történetét meséli el, aki követőivel sok évet töltött el a környéken arany és drágakövek után kutatva.
A ház egyik szárnyában az igazgatóság alkalmazottai dolgoznak.

### Gruta da Lapinha
A Gruta da Lapinha a 600 millió évvel ezelőtt, az akkor az egész régiót elborító tenger fenekén kialakult mészkőmasszívum barlangja.
A mészkő kioldódásával létrejött nagyterem 511 méter hosszú és 40 méter mély; gyönyörű cseppkőképződményeket tartalmaz, melyeket a túlzott hőhatás elkerülése végett  világító diódákkal (LED-ekkel) világítanak meg.

### Tanösvények

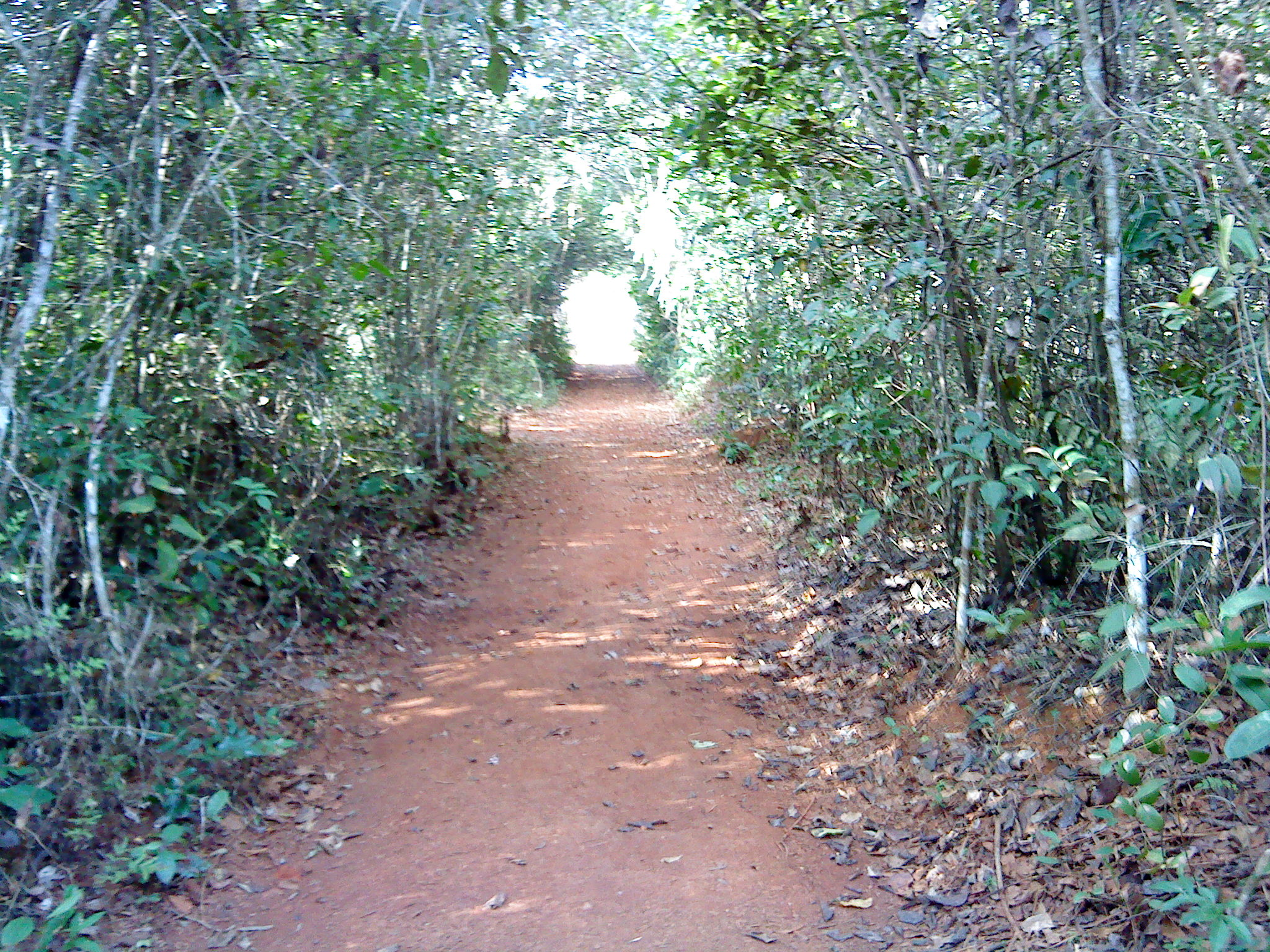
A parkra jellemző vegetációt átszelő ösvény

Az ösvények csak hétvégente látogathatóak, s a novemberi és decemberi esős évszakban az időjárási viszonyok függvényében le is zárhatják őket.
A Lapinha-kör 40-60 perces tanösvény, mely a barlang bejáratától indul, s a mészkőmasszívum oldalán vezet végig.
A látogatók karsztképződményekkel, s tipikus cerrado-növényvilággal találkozhatnak. Az ösvény útba ejti a Macumba-barlangot is, melyben a régió földtani és éghajlati változásainak nyomaira lelhetni. Nehézsége könnyű-közepes, néhol lépcsőkkel és lágy emelkedőkkel; előre be kell jelentkezni.
A 90 perces Sumidouro-ösvény a Fernão Dias-háztól indul, és a Cruz do Pai Mané emlékműnél vezet el. Következő célpontja a Sumidouro-tóra és a környező vidékre kilátást engedő terasz, s végül a Gruta do Sumidouro (Sumidouro-barlang), melyben több ezer éves barlangfestmények találhatóak.
Ebben a barlangban találta meg Peter Lund a kihalt nagy méretű állatok csontjaival keveredett emberi csontokat, s gyűjtött össze a Lagoa Santa-i emberekhez tartozó körülbelül 30 koponyát.
Az ösvény a Sumidouro-tó partján tér vissza Fernão Dias-házhoz.
Nehézsége közepes, előre be kell jelentkezni.
A három és fél órás Travessia-ösvény a Gruta da Lapinha barlangtól indul, s a parkot átszelve a Sumidouro-tóhoz vezet.
Néhol az erdőn vezet keresztül, más szakaszokon nyílt réteken, s itt-ott mászni is kell.
Több helyen széles kilátás nyílik a vidékre, s útba kerül a Cruzeiro Histórico, a Vinhático, a Sumidouro-kilátóhely és a barlangfestményekkel kecsegtető Sumidouro-barlang.
Az ösvény nehézsége közepes, s előre be kell jelentkezni.

## Fordítás
- Ez a szócikk részben vagy egészben  a   Sumidouro State Park című angol Wikipédia-szócikk ezen változatának fordításán alapul.  Az eredeti cikk szerkesztőit annak laptörténete sorolja fel. Ez a jelzés csupán a megfogalmazás eredetét és a szerzői jogokat jelzi, nem szolgál a cikkben szereplő információk forrásmegjelöléseként.